# BMX-Rennsport-Weltmeisterschaften 2003
Die BMX-Rennsport-Weltmeisterschaften 2003 fanden vom 25. bis 27. Juli im australischen Perth statt. Schauplatz der Wettkämpfe war die Mehrzweckhalle Burswood Dome, wo für die Zwecke der Veranstaltung eine BMX-Bahn konstruiert worden war. Nur wenige Wochen zuvor war bekannt geworden, dass BMX-Rennen 2008 erstmals im Programm der Olympischen Spiele stehen solle. Es gab Wettkämpfe für die Kategorien Elite und Junioren im BMX-Rennen (Männer und Frauen) sowie im Cruiser (nur Männer). Parallel zu den Weltmeisterschaften lief die UCI BMX World Challenge für die Leistungsklasse Challenge.

## Ergebnisse
Unten angegeben ist jeweils die Rangfolge im Finale. Die genauen Zeiten sind nicht überliefert.

### Frauen Elite
| Platz | Name                |
| ----- | ------------------- |
| 1     | Élodie Ajinça       |
| 2     | Willy Kanis         |
| 3     | Tatjana Schocher    |
| 4     | Natarsha Williams   |
| 5     | Tanya Bailey        |
| 6     | Alice Jung          |
| 7     | Kate Elliot         |
| 8     | María Gabriela Díaz |

### Männer Elite
| Platz | Name               |
| ----- | ------------------ |
| 1     | Kyle Bennett       |
| 2     | Randy Stumpfhauser |
| 3     | Robert de Wilde    |
| 4     | Jason Richardson   |
| 5     | Christophe Lévêque |
| 6     | Brandon Meadows    |
| 7     | Wade Bootes        |
| 8     | Thomas Allier      |

| Platz | Name               |
| ----- | ------------------ |
| 1     | Randy Stumpfhauser |
| 2     | Michal Prokop      |
| 3     | Luke Madill        |
| 4     | Jamie Gray         |
| 5     | Lukáš Tamme        |
| 6     | Deivlim Baltazar   |
| 7     | Roger Rinderknecht |
| 8     | Javier Colombo     |

### Juniorinnen
| Platz | Name                  |
| ----- | --------------------- |
| 1     | Samantha Cools        |
| 2     | Kimberly Hayashi      |
| 3     | Cyrielle Convert      |
| 4     | Blandine Cottereau    |
| 5     | Emma Franklin         |
| 6     | Renee Junga           |
| 7     | Krystal Cranfield     |
| 8     | Laëtitia Le Corguillé |

### Junioren
| Platz | Name               |
| ----- | ------------------ |
| 1     | Artūrs Matisons    |
| 2     | Manuel López       |
| 3     | Sander Bisseling   |
| 4     | Thomas Hamon       |
| 5     | Augusto Castro     |
| 6     | David Gibert       |
| 7     | Ivo van der Putten |
| 8     | Kyle Weisenberger  |

| Platz | Name             |
| ----- | ---------------- |
| 1     | Artūrs Matisons  |
| 2     | Manuel López     |
| 3     | Thomas Hamon     |
| 4     | David Gibert     |
| 5     | Arnaud Dubois    |
| 6     | Sander Bisseling |
| 7     | Todd Williams    |
| 8     | Jérôme Léocadie  |

## Medaillenspiegel
| Platz  | Land               | Gold | Silber | Bronze | Gesamt |
| ------ | ------------------ | ---- | ------ | ------ | ------ |
| 1      | Vereinigte Staaten | 2    | 2      | 0      | 4      |
| 2      | Lettland           | 2    | 0      | 0      | 2      |
| 3      | Frankreich         | 1    | 0      | 2      | 3      |
| 4      | Kanada             | 1    | 0      | 0      | 1      |
| 5      | Argentinien        | 0    | 2      | 0      | 2      |
| 6      | Niederlande        | 0    | 1      | 2      | 3      |
| 7      | Tschechien         | 0    | 1      | 0      | 1      |
| 8      | Australien         | 0    | 0      | 1      | 1      |
| 8      | Schweiz            | 0    | 0      | 1      | 1      |
| Gesamt | Gesamt             | 6    | 6      | 6      | 18     |